# Comanche (Oklahoma)
Comanche és una ciutat dels Estats Units a l'estat d'Oklahoma. Segons el cens del 2008 tenia 1.696 habitants.

## Demografia
Segons el cens del 2000, Comanche tenia 1.556 habitants, 642 habitatges, i 446 famílies. La densitat de població era de 131,5 habitants per km².
Dels 642 habitatges en un 30,7% hi vivien nens de menys de 18 anys, en un 53,6% hi vivien parelles casades, en un 10,7% dones solteres, i en un 30,5% no eren unitats familiars. En el 27,7% dels habitatges hi vivien persones soles el 15,6% de les quals corresponia a persones de 65 anys o més que vivien soles. El nombre mitjà de persones vivint en cada habitatge era de 2,42 i el nombre mitjà de persones que vivien en cada família era de 2,96.
Per edats la població es repartia de la següent manera: un 25,5% tenia menys de 18 anys, un 9,6% entre 18 i 24, un 24,6% entre 25 i 44, un 22,4% de 45 a 60 i un 17,9% 65 anys o més.
L'edat mediana era de 38 anys. Per cada 100 dones de 18 o més anys hi havia 91,3 homes.
La renda mediana per habitatge era de 24.960$ i la renda mediana per família de 28.654$. Els homes tenien una renda mediana de 26.250$ mentre que les dones 17.500$. La renda per capita de la població era de 13.612$. Entorn del 20,1% de les famílies i el 21,8% de la població estaven per davall del llindar de pobresa.

## Poblacions més properes
El següent diagrama mostra les poblacions més properes.